# Karel Demel
Karel Demel (28. února 1942 Praha – 5. června 2024 Praha) byl český malíř, grafik, kreslíř, ilustrátor, hudebník a učitel, představitel českého magického realizmu, člen Sdružení českých grafiků Hollar, nositel francouzského vyznamenání Řád umění a literatury (2003).

## Studia
Karel Demel nejprve studoval v letech 1957–1963 na pražské Státní konzervatoři hru na tubu, kontrabas a pozoun. Po několika pokusech byl přijat v roce 1968 na VŠUP Praha do ateliéru ilustrace a plakátu profesora Zděnka Sklenáře, kde byl asistentem Jiří Anderle. Absolvoval v roce 1974, jeho diplomová práce Šest básní o lásce předznamenala zájem o poezii. Dokonale zvládl grafické techniky jako lept, mědirytina, suchá jehla, akvatinta. Od konce 70. let dvacátého století byl členem spolku Hollar a také se stal členem kapely Grafičanka. V roce 1992 byl na studijním pobytu s mezinárodní účast v Poitiers (Francie). V roce 1994 studoval v mezinárodním grafickém centru v Kasterlee (Belgie), v roce 1995 vedl kurz grafiky v galerii Epreuve Artiste v Antverpách.

## Tvorba
Karel Demel se věnoval hlavně volné tvorbě, ale také exlibris, bibliofilii a knižní ilustraci. Nejčastěji používal kombinované grafické techniky. Často tvořil soubory volných listů na téma hudba, vztah muže a ženy, poezie. Oblíbená témata z francouzské literatury a poezie (prokletí básníci) ho provázela celý život. Nejznámější jsou listy Rimbaud a Verlaine, Jacques Brel – Neopouštěj mne. Po roce 1978, až po smrti zpěváka, vytvořil dalších dvanáct brelovských listů. Dále Hamlet, Don Quijote, série Úzkosti (1990), Cesta (1995), Partitura (2001). Od konce 70. let tvořil pro Lyru Pragensis, kde vytvořil velká alba jako Leoš Janáček – Zápisník zmizelého (1980), Bedřich Smetana – Má vlast (1984), Artur Rimbaud – Sezóna v pekle (1991). Věnoval se také biblifilii, např. Josef Hrubý – Ars amatoria (1990), Salome – 10 grafických listů a další na téma děl francouzských básníků. Autor se věnoval i knižní ilustraci. Vytvořil ilustrace ke knihám jako jsou Morový sloup Jaroslava Seiferta (1984) či Doušek jedu Arthura Rimbauda (1985) a mnoho dalších. Svá témata vtělil také do více než 220 exlibris. Vytvořil také několik desítek novoročenek. Za výtvarnou práci na exlibris byl oceněn na chrudimském Trienále 2008 za celoživotní dílo.

## Ocenění – výběr
- 1983 – Lodž, čestná medaile Malé formy grafiky
- 1986 – Antverpy, 1. Cena Ex libris
- 1987 – Hanoj, 3. cena  trienále grafiky, Toronto, čestné uznání Miniaturní umění
- 1988 – Malbork, čestná medaile
- 1992 – Bratislava, Cena Hudební unie za hudební motivy v grafice
- 2003 – francouzský řád: rytíř Řádu umění a literatury.[5]

## Výstavy – výběr
- 1993 Galerie Weigl, Norimberk, SRN
- Galerie Hollar, Praha
- 1994 Galerie U prstenu, Praha,
- Galerie Eupreuve Artist, Antverpy, Belgie
- 1996 Olomouc, Zámek Buchlovice,
- 1997 Nová síň, Chrudim
- i2001 Putovní výstava po Litvě – Vilnius, Kaunas, Klaipeda, Plunge, Panevezys Kult. centrum pro mezinárodní spolupráci, Kamira, Egypt
- 2002 Putovní výstava s J. Anderlem a S. Kulhánkem – Kuala Lumpur, Jakarta,
- Handi, Bangkok, Singapur
- Autorská putovní výstava – Alžír, Ankara, Istanbul, Abu Dhabi, Bejrut,
- Damašek, Amman, Buenos Aires, Hanoj, Vietnam
- 2003 – M+K Galerie, Praha
- Convetion Hall, Taiwan
- 2004 – Galerie Racim, Alžír
- Městská galerie Špejchar, Chomutov, Poslanecká sněmovna ČR, Praha
- 2005 – Kabinet grafiky, Praha
- Gallery Yumi Hamamatsu, Japonsko
- 2007 – National Gallery of Zimbabwe, Harare, Zimbabwe
- Galerie Černá labuť, Praha, Galerie Malovaný dům, Třebíč
- 2008 – Hotel Villa, Praha, Akademie věd, Praha
- Galerie Epreuve d´Artiste, Antverpy
- Maison du Bailli, Morhange, Francie
- 2010 – Galerie Univerzity Pardubice, Galerie v Lazarské, Praha
- Arcibiskupský palác, Praha[6]